# سالي غيلمور
سالي غيلمور هي راقصة باليه ماليزية، ولدت في 2 نوفمبر 1921 في Sungai Lembing ‏ في ماليزيا، وتوفيت في 23 مايو 2004 في سيدني في أستراليا.